# 二十四角形

正二十四角形

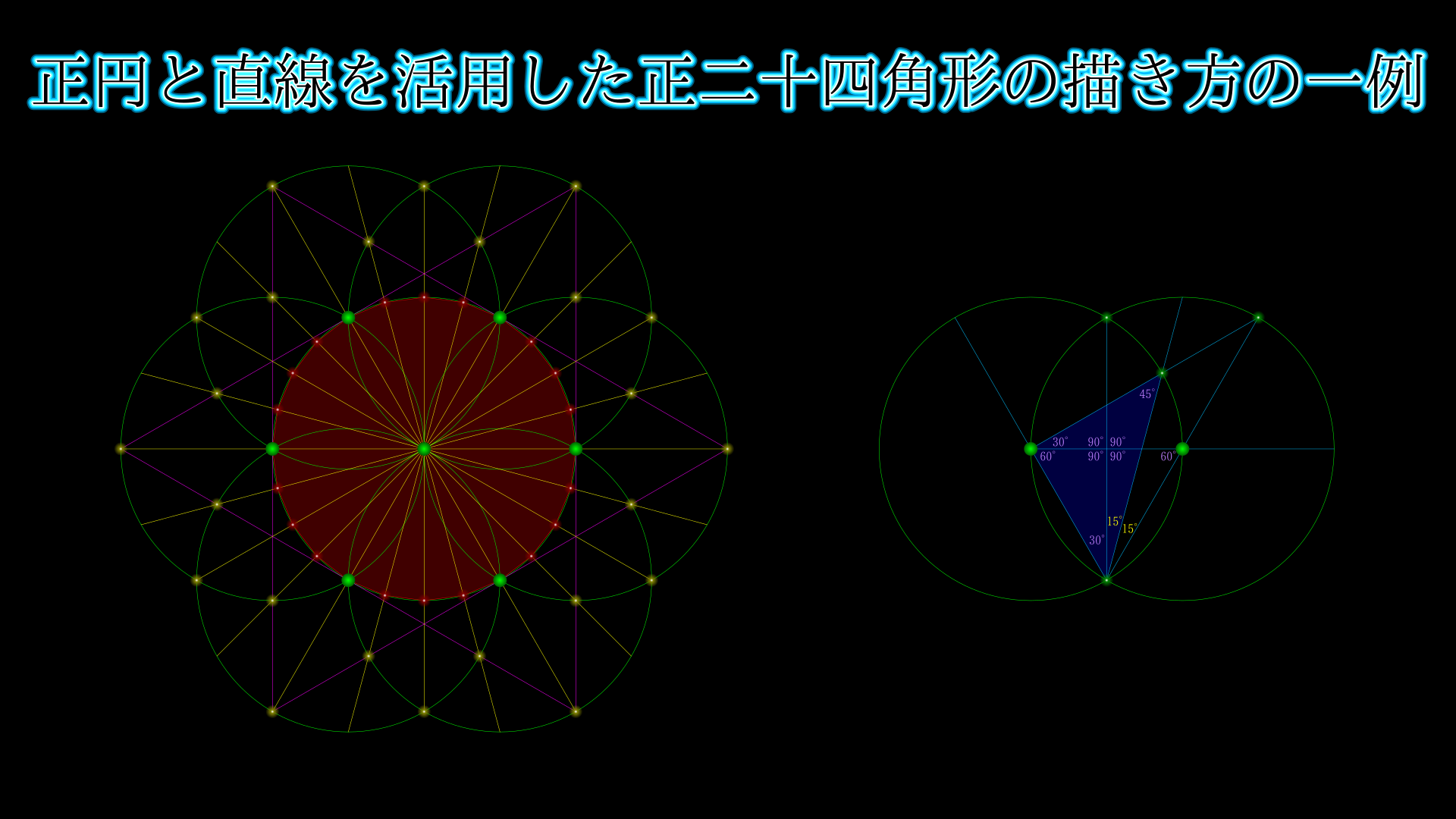
正円と直線を活用した正二十四角形の描き方の一例

二十四角形（にじゅうよんかくけい、にじゅうよんかっけい、icositetragon）は、多角形の一つで、24本の辺と24個の頂点を持つ図形である。内角の和は3960°、対角線の本数は252本である。

## 正二十四角形
正二十四角形においては、中心角と外角は15°で、内角は165°となる。一辺の長さが a の正二十四角形の面積 S は
{\displaystyle S={\frac {24}{4}}a^{2}\cot {\frac {\pi }{24}}=6(2+{\sqrt {2}}+{\sqrt {3}}+{\sqrt {6}})a^{2}\simeq 45.57452a^{2}}
{\displaystyle \cos(2\pi /24)}を有理数と平方根で表すことが可能である。
{\displaystyle \cos {\frac {2\pi }{24}}=\cos {\frac {\pi }{12}}={\frac {1}{4}}\left({\sqrt {6}}+{\sqrt {2}}\right)={\frac {1}{2}}{\sqrt {2+{\sqrt {3}}}}={\frac {{\sqrt {3}}+1}{2{\sqrt {2}}}}}
{\displaystyle \cos(2\pi /24)}を立方根で表すと
{\displaystyle \cos {\frac {2\pi }{24}}={\frac {1}{2}}\left({\sqrt[{3}]{\frac {1+i}{\sqrt {2}}}}+{\sqrt[{3}]{\frac {1-i}{\sqrt {2}}}}\right)}

### 正二十四角形の作図
正二十四角形は定規とコンパスによる作図が可能な図形である。